# Пшенична крупа
Згідно стандарту, крупи - це харчовий продукт, одержаний під час перероблення круп’яного зерна, в якому сконцентровані корисні поживні речовини, що добре засвоюються.

## Різновиди
З пшениці виробляють пшеничну шліфовану (Полтавську, Артек) і манну крупу. Пшеничну шліфовану крупу виготовляють з твердої пшениці. 
Крупа є часткою ендосперму без семінних оболонок. 
Залежно від розмірів крупа має п'ять номерів.  Перші три номери названі Полтавськими. Під п’ятим номером йде крупа Артек. 
№ 1 ― найбільша, складається з ядер подовженої форми з закругленими кінцями, № 2 ― середня, складається з дроблених частин ядра овальної форми, № 3 і 4 складається з дрібніших частинок округленої форми. Крупа Артек має дрібні, добре відшліфовані частки розміром 0,5—1,5 мм. 
Крупа пшенична відрізняється  високою склоподібністю і янтарним кольором часток всіх видів і номерів.

## Приготування
Варять її 15—60 хв., вона збільшується в розмірі в 4—5 разів. Треба варити без солі, бо сіль уповільнює розварювання.